# 貴之岩義司
貴之岩義司（1990年2月26日—），原名阿迪亚·巴桑道尔吉 (轉寫：Adiyagiin Baasandorj)  ，前大相撲力士。生於蒙古國首都烏蘭巴托。身高182cm、體重150kg、血型O型。入門時杷撲部屋是貴乃花部屋，引退時是千賀之浦部屋。他與大關貴景勝光信是同門。

## 人物经历
他年幼時父母雙亡，於2008年11月首次亮相。他有一個三段目和十兩優勝。他於2012年7月到達十兩，並於2014年1月首次進入幕內。他是前橫綱貴乃花光司招募的第一個達到關取級別之力士。他曾在一次幕內級比賽中獲得準優勝，並獲得兩項特別獎，一項是敢鬥賞，另一項是殊勳賞。他的最高級別是西前頭2枚目（2017年3月場所）。
他是橫綱日馬富士暴力事件的受害者，但在2018年12月5日，日本相撲協會宣布，貴之岩在一次地區巡業期間襲擊了他的部屋的一名隨從(掌摑了他)，宣布此事兩天後，相撲協會接受貴之岩的辭職，在新聞發布會上貴之岩說他引起“痛苦”並且他將通過退休來對此事件負責。
他也是第三位因暴力問題引退的蒙古國力士。
他引退後回蒙古首都烏蘭巴托近郊的牧場工作。